# Boinville-le-Gaillard
Boinville-le-Gaillard ist eine französische Gemeinde mit 601 Einwohnern (Stand: 1. Januar 2022) im Département Yvelines in der Region Île-de-France. Sie gehört zum Arrondissement Rambouillet und zum Kanton Rambouillet (bis 2015: Kanton Saint-Arnoult-en-Yvelines). Die Einwohner werden Boinvillois genannt.

## Geographie
Boinville-le-Gaillard liegt etwa 53 Kilometer südwestlich von Paris und etwa 16 Kilometer südsüdöstlich von Rambouillet. Umgeben wird Boinville-le-Gaillard von den Nachbargemeinden Ablis im Norden, Saint-Martin-de-Bréthencourt im Osten und Nordosten, Allainville im Süden und Südosten, Paray-Douaville im Süden sowie Orsonville im Westen und Südwesten.
Am westlichen Rand der Gemeinde führt die Route nationale 191 entlang.

## Bevölkerungsentwicklung
| Jahr                      | 1962 | 1968 | 1975 | 1982 | 1990 | 1999 | 2006 | 2013 |
| Einwohner                 | 302  | 296  | 304  | 485  | 503  | 496  | 572  | 613  |
| Quelle: Cassini und INSEE |      |      |      |      |      |      |      |      |

## Sehenswürdigkeiten
Siehe auch: Liste der Monuments historiques in Boinville-le-Gaillard
- Kirche Notre-Dame-de-l'Assomption, Monument historique
- Obelisk, Monument historique
- Schloss Le Bréau-sans-Nappe

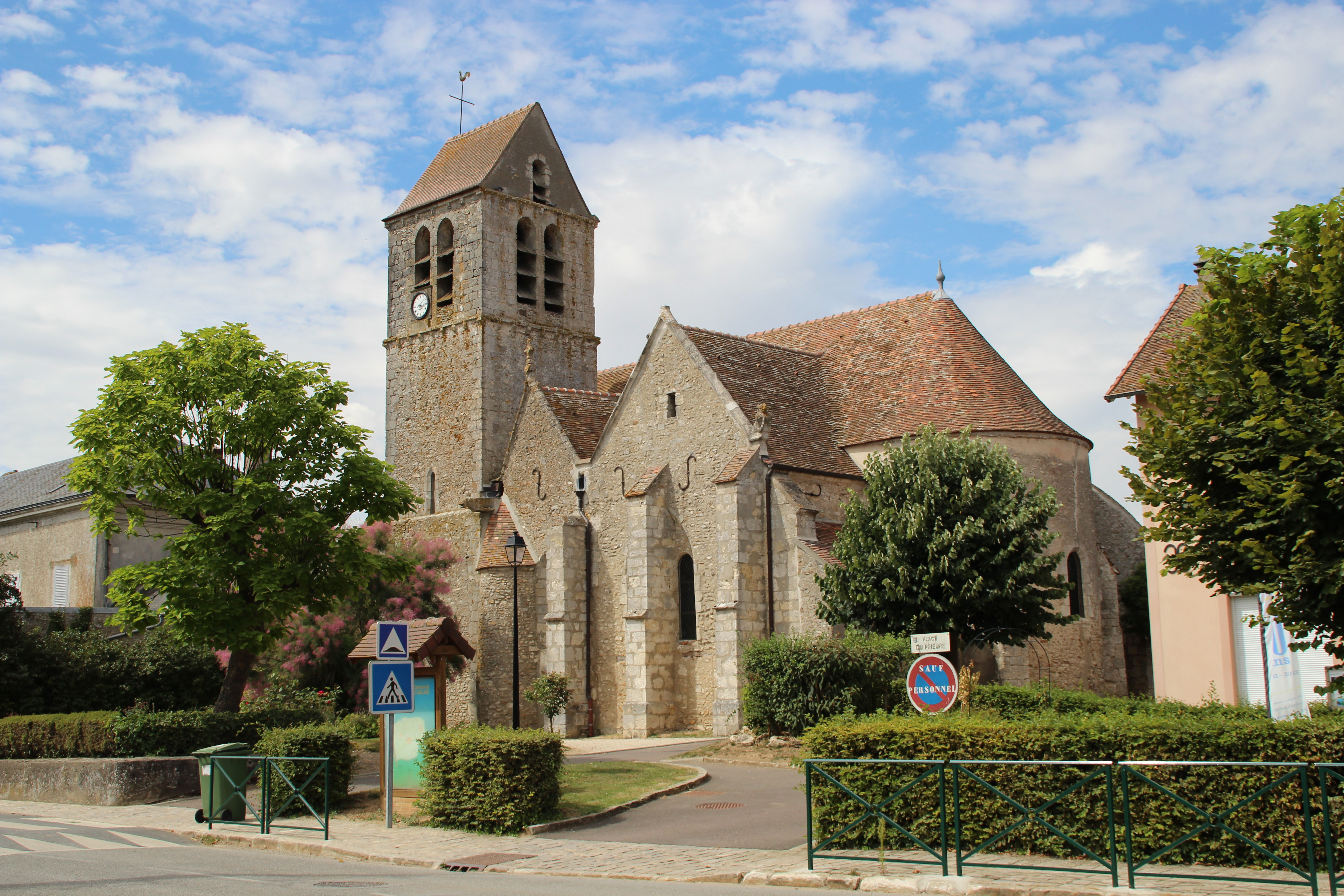
Kirche Notre-Dame-de-l'Assomption
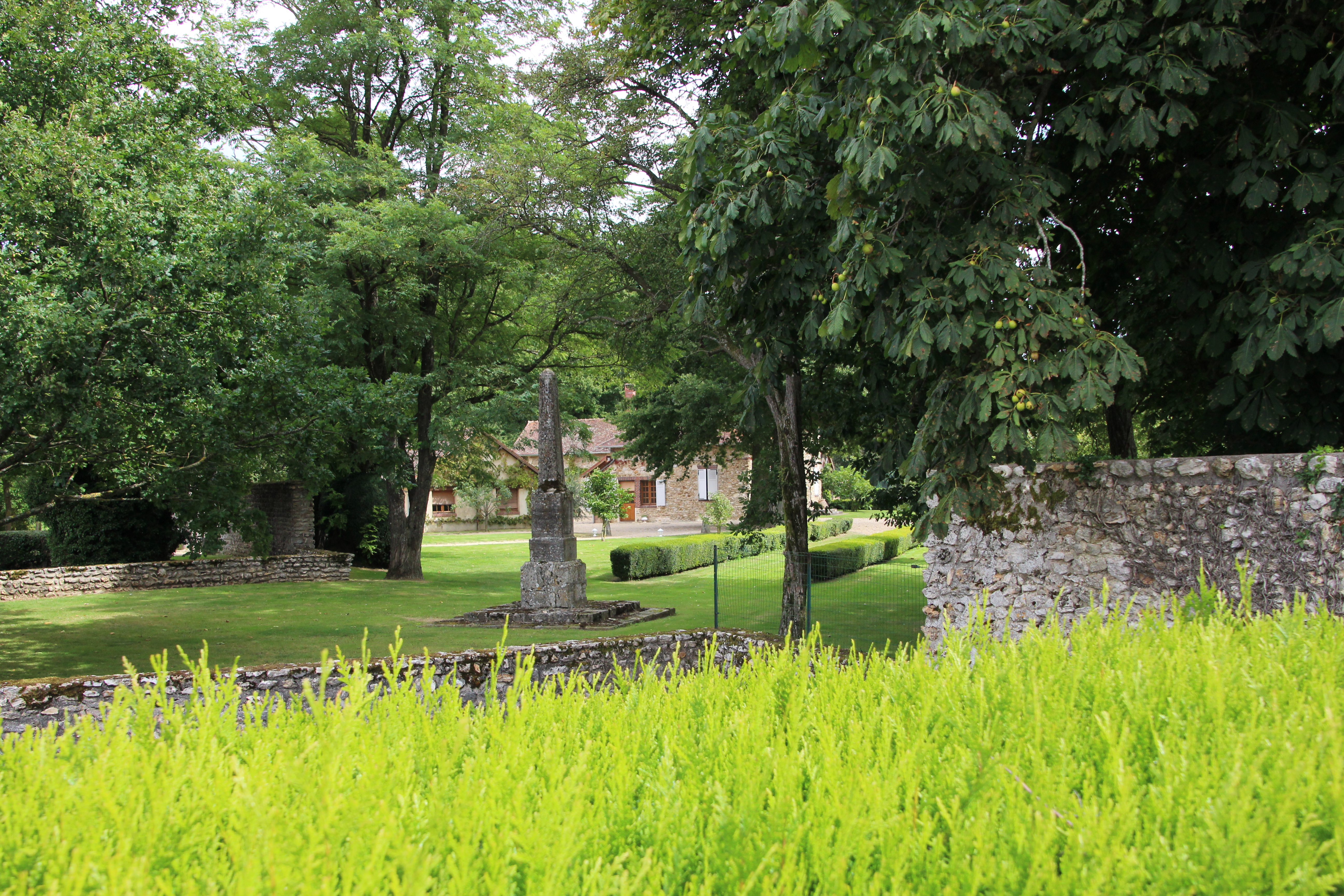
Obelisk